# Cacus

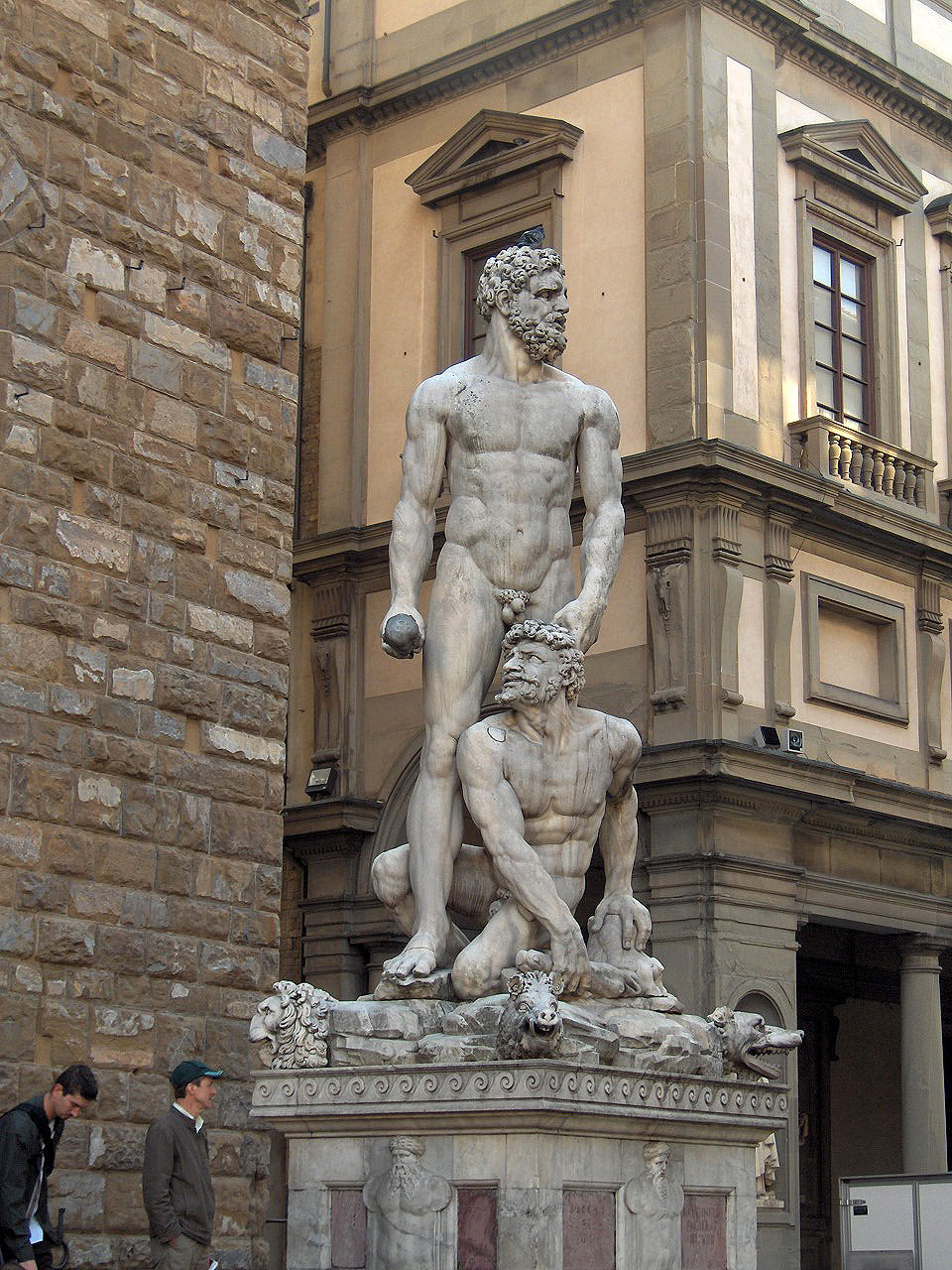
Herakles en Cacus, Piazza della Signoria, Florence

Cacus, ook wel Kakos naar het Griekse κακός dat "slecht" betekent, was in de Romeinse mythologie een zoon van Vulcanus die woonde op de plaats waar later Rome zou verrijzen. In de versie van de mythe die Livius (I, 7) vertelt, was hij een sterke en ruwe herder, volgens Dionysius van Halicarnassus (I, 39) was hij een rover, maar volgens Vergilius (Aeneis VIII, 190-268) en Ovidius (Fasti I, 543-585) was hij een misdadig vuurspuwend monster. Hij had een hol in de Aventijn. Maar ook de Palatijn, waar zich in de Oudheid een pad bevond dat de Trap van Cacus (Scalae Caci) werd genoemd, wordt wel als zijn woonplaats beschouwd.
De dood van Cacus wordt toegeschreven aan Hercules. Toen deze vanuit Spanje terugkeerde van zijn 10e werk, ‘de runderen van Geryones’, liet hij de runderen grazen langs de Tiber. Nadat hij in slaap was gevallen, werden er vier door Cacus gestolen. Deze verborg ze in zijn hol. Hij had ervoor gezorgd dat hun sporen niet gevolgd konden worden door ze aan hun staart naar binnen te trekken. Toen Hercules wakker werd, miste hij de runderen, maar kon ze niet vinden. Hij besloot te vertrekken met de rest van de kudde, maar toen hij vertrok werd er in het hol met geloei gereageerd op het geloei van de vertrekkende runderen. Daarop ontdekte Hercules het hol en doodde hij Cacus met zijn knuppel.
Euander, een wijs uit Griekenland afkomstig man die daar toen regeerde, vernam wat er was gebeurd en bewees Hercules eer door een altaar voor hem op te richten, de Ara Maxima Herculis.